# Glidkruidhaantje
Het glidkruidhaantje (Phyllobrotica quadrimaculata) is een keversoortoort uit de familie bladkevers (Chrysomelidae). De wetenschappelijke naam van de soort werd in 1758 als Chrysomela quadrimaculata gepubliceerd door Carl Linnaeus.